# Улица Вабаыхукооли
Улица Ва́баы́хукооли, также Ва́баы́хукооли-те́э и Ва́баы́хукооли те́э — улица в Таллине, столице Эстонии.

## География

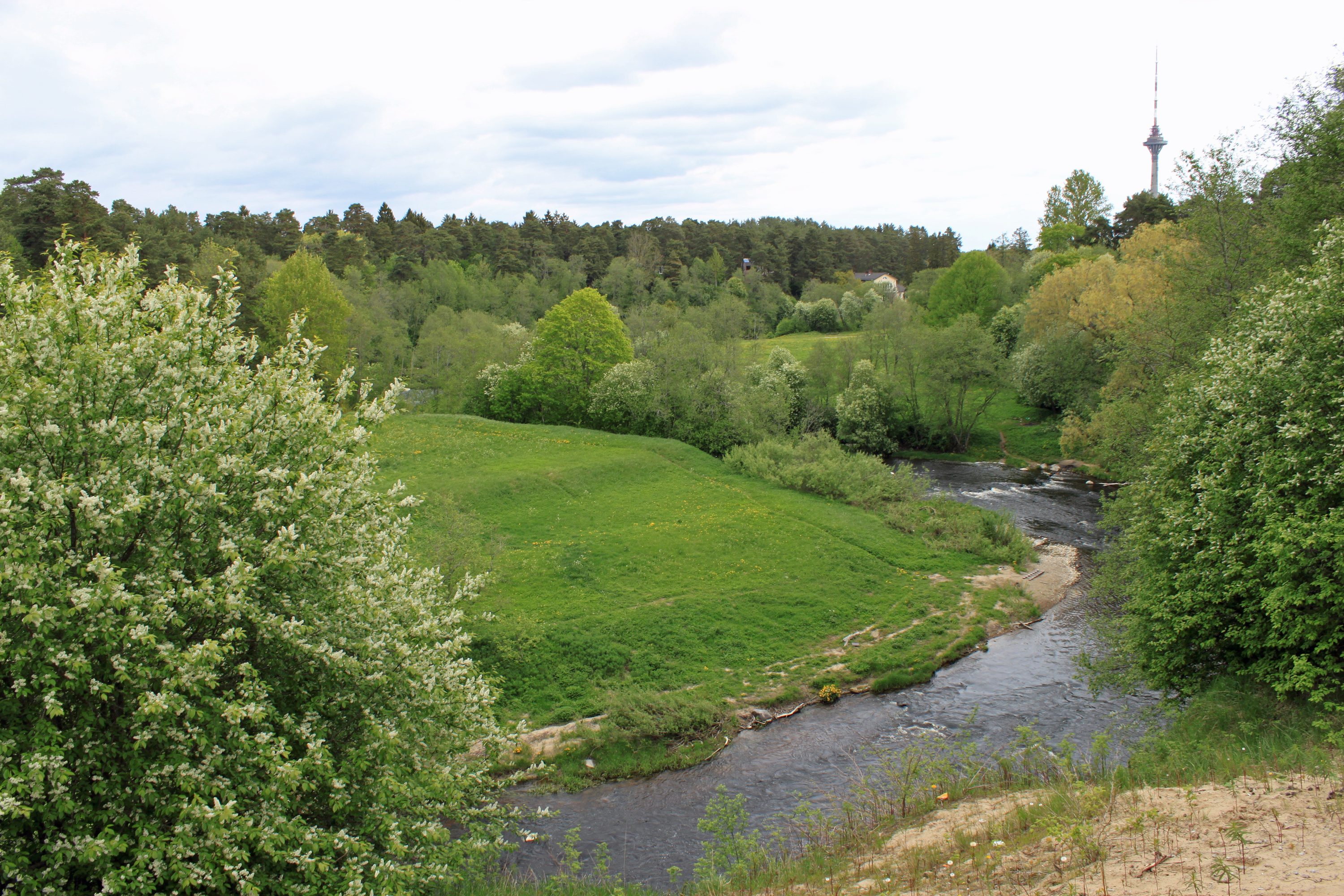
Река Пирита рядом с улицей Вабаыхукооли

Проходит в микрорайоне Козе городского района Пирита, рядом с рекой Пирита. Начинается от улицы Козе, заканчивается на перекрёстке с Нарвским шоссе.
Протяжённость — 2773 метра.

## История
Улица основана в 1930-х годах. Постановлением Таллинского горсобрания от 25.02.1994 её протяжённость была увеличена за счёт упразднённой улицы Вапрате-теэ (эст. Vaprate tee). Застроена малоэтажными частными и квартирными домами.

## Достопримечательности
- Vabaõhukooli tee 5B — гаубичная батарея Ируской оборонительной позиции Морской крепости Императора Петра Великого. Находится на территории ландшафтного заповедника долины реки Пирита. Внесена в Государственный регистр памятников культуры Эстонии[8].

Батарея состоит из пяти объектов, расположенных последовательно на известняковом глинте над рекой Пирита. Первый объект расположен на берегу ручья с крутыми берегами; представляет собой врытое в землю многокомнатное бетонное убежище. Толстые стены покрыты гладкой штукатуркой. У убежища есть два входа: один выходит к ручью, другой — к краю обрыва. Перед входами имеется защитная стена с наклоном, внутрь ведёт пандус. Далее идут четыре однокомнатных убежища, частично врытых в землю. У убежищ видна только стена со входом в сторону реки. Стены и перекрытия убежищ отлиты из крупнозернистого бетона, опалубкой которого служили круглые брёвна. В настоящее время в бетоне хорошо видны дупла брёвен, деревянные детали не сохранились.
- Vabaõhukooli tee 7 — школа под открытым небом Константина Пятса). Своеобразный и интересный пример эстонской архитектуры 1930-х годов. Внесена в Государственный регистр памятников культуры Эстонии[9].

Идея воспитания детей на открытом воздухе была популярна по всей Европе в 1920-х и 1930-х годах. Школа под открытым небом была создана в 1935-1938 годах для детей и подростков со слабым здоровьем, страдающих от плохих жилищных условий и отсутствия родительской заботы. Построена по проекту Константина Бёлау (Konstantin Bölau) на основе работы Паулы Делашери-Ильвес (Paula Delacherie-Ilves), победившей на архитектурном конкурсе соснового леса Козе-Люкати. Руководителем строительных работ был Вольдемар Каск (Voldemar Kask).
Школа была основана по инициативе и при поддержке эстонского государственного деятеля Константина Пятса, президента Эстонского Красного Креста Ханса Леэсмента и директора Красного Креста Йоханнеса Нимана (Johannes Nyman) в долине реки Пирита, по соседству с хутором, принадлежавшим Константину Пятсу. Для создания пришкольного сада Константин Пятс выделил 2,5 гектара земли от своего хутора.  

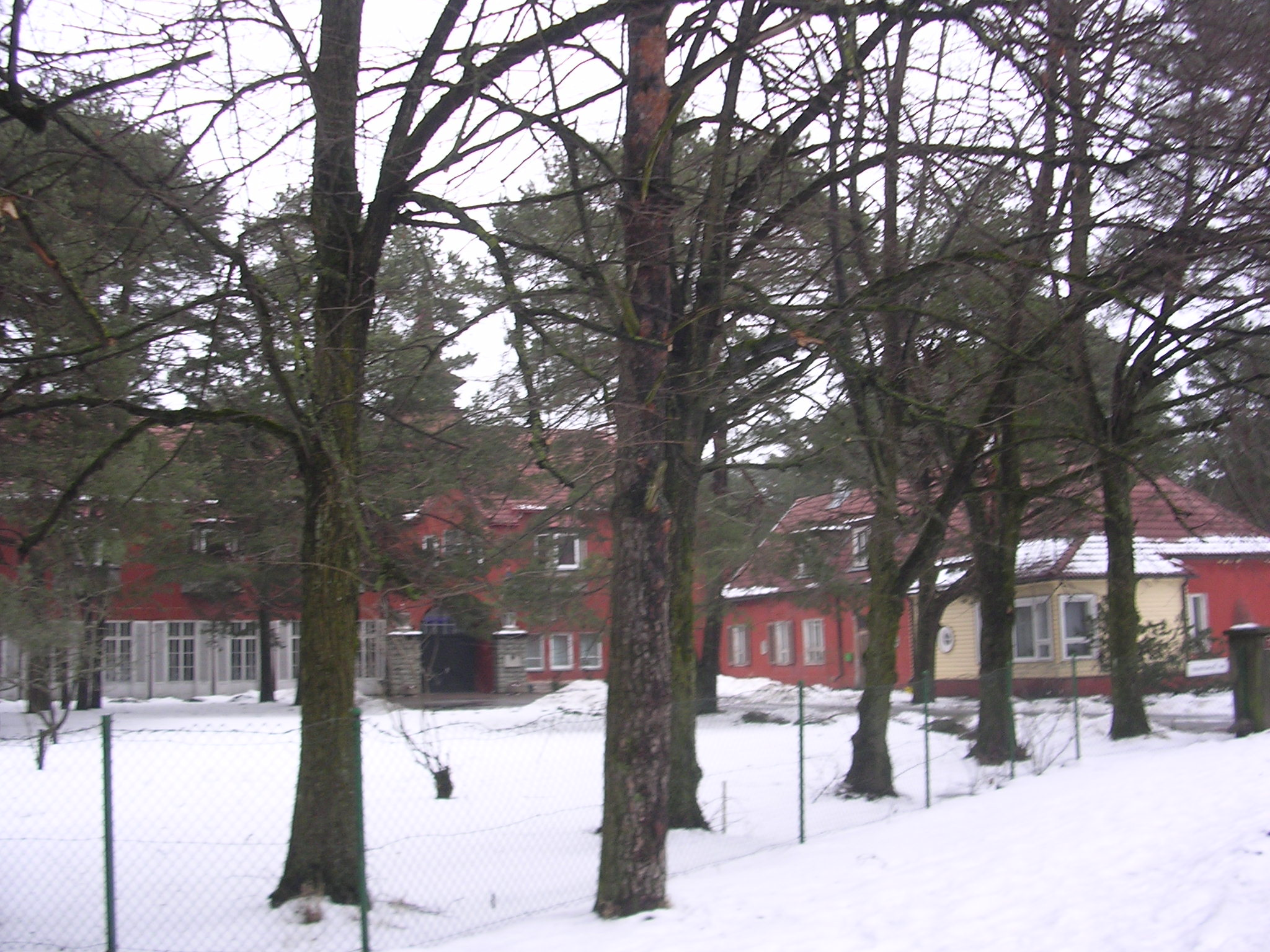
Школа под открытым небом Константина Пятса, февраль 2009 года

Под официальным названием «Школа-санаторий Эстонского Красного Креста имени Константина Пятса» заведение начало свою деятельность 1 марта 1938 года с 50 учениками, отобранными по рекомендации врача. Обучение проходило по тем же планам, что и в обычных школах, и было бесплатным, но за пансион следовало платить по 35 крон с ученика в месяц.
Во время Второй мировой войны комплекс зданий этого лечебно-просветительского учреждения использовался как военный госпиталь и вновь открылся как школа 1 сентября 1948 года под официальным названием «Санаторная лесная школа Козе-Люкати» (эст. Kose-Lükati Sanatoorne Metsakool). Сначала школа была строго закрытым лечебно-воспитательным учреждением для детей, больных туберкулёзом, c 1970-х годов режим был изменён на более мягкий, и сюда стали также направлять детей с другими заболеваниями органов дыхания (астма, хронический бронхит и пр.). Во время летних каникул при школе работал лагерь для детей с заболеваниями органов дыхания. В советское время здание школы было значительно расширено: в пристройке, возведённой со стороны реки, разместились несколько новых классов, часть интерната и спортзал. На прилегающем участке был построен ряд новых летних классов и котельная. Старые классы под открытым небом, спроектированные вместе с главным зданием и примечательные с точки зрения истории эстонского деревянного зодчества, были уничтожены пожаром. Учебные классы были отреставрированы в 1990-х годах, в нынешнем виде они имеют ценность только как часть цельного исторического комплекса. Первоначальное название школы было восстановлено в 1994 году.

## Общественный транспорт
По улице проходят маршруты городских автобусов № 5 и 6.

Улица Вабаыхукооли
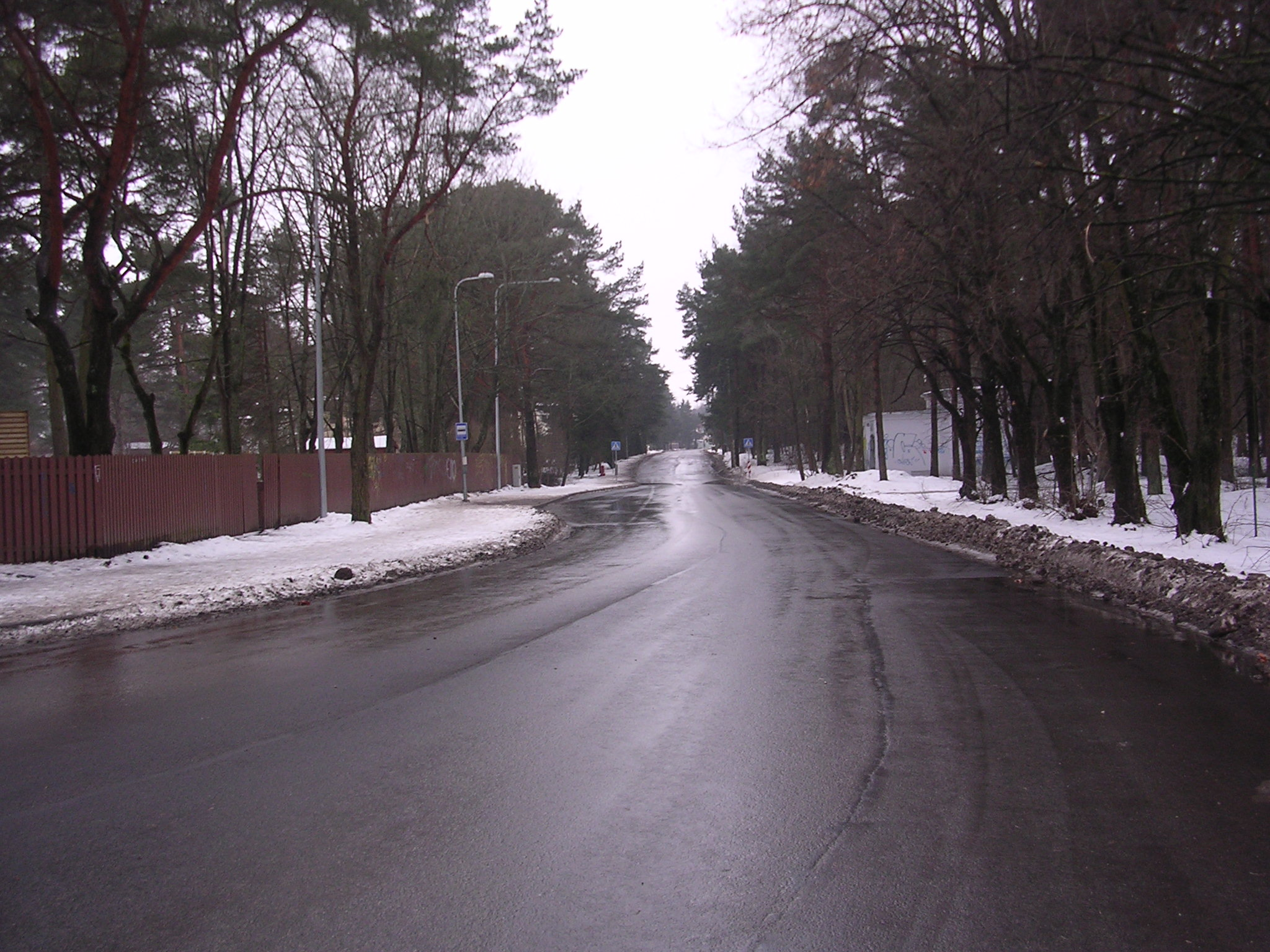
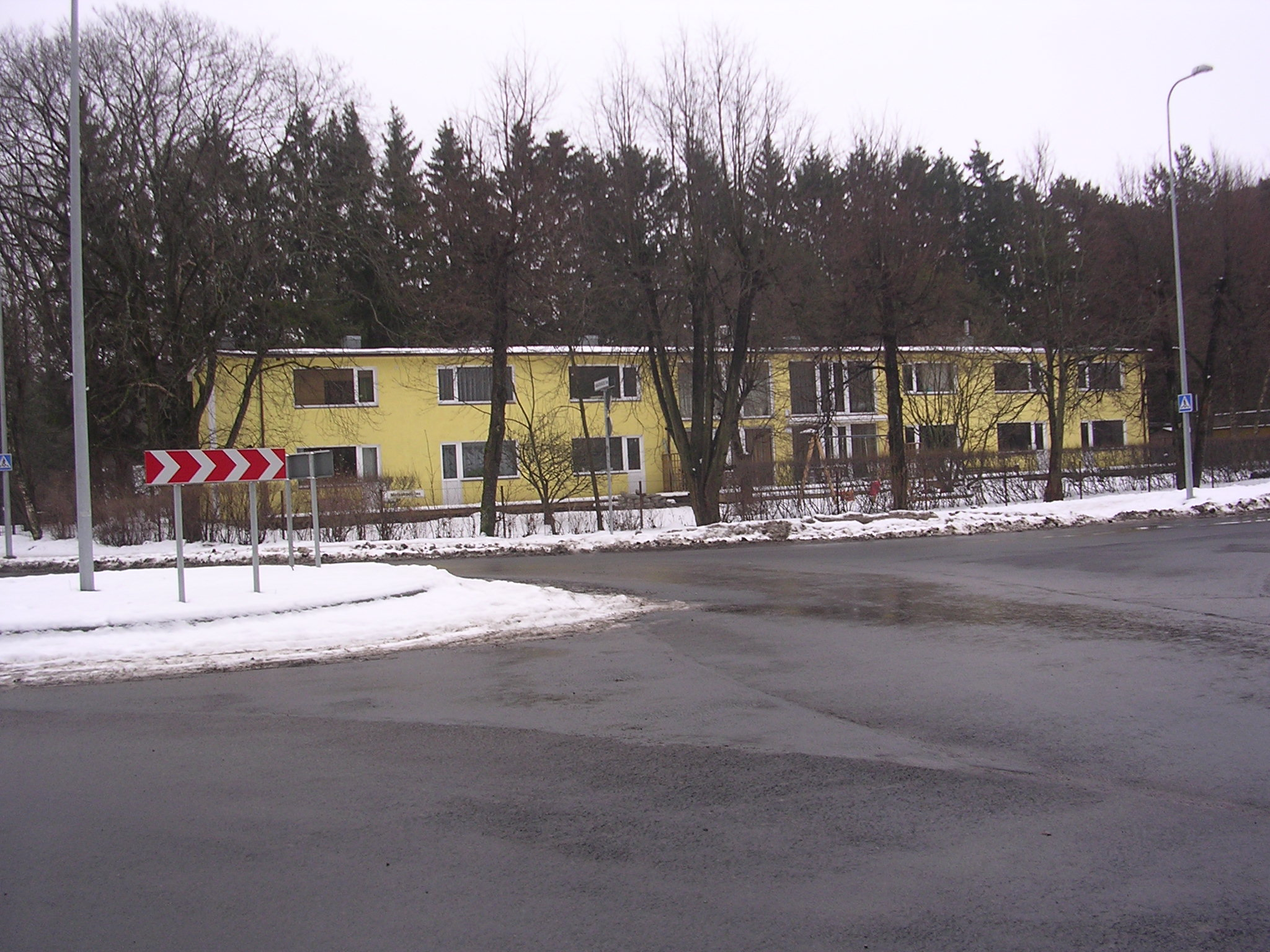
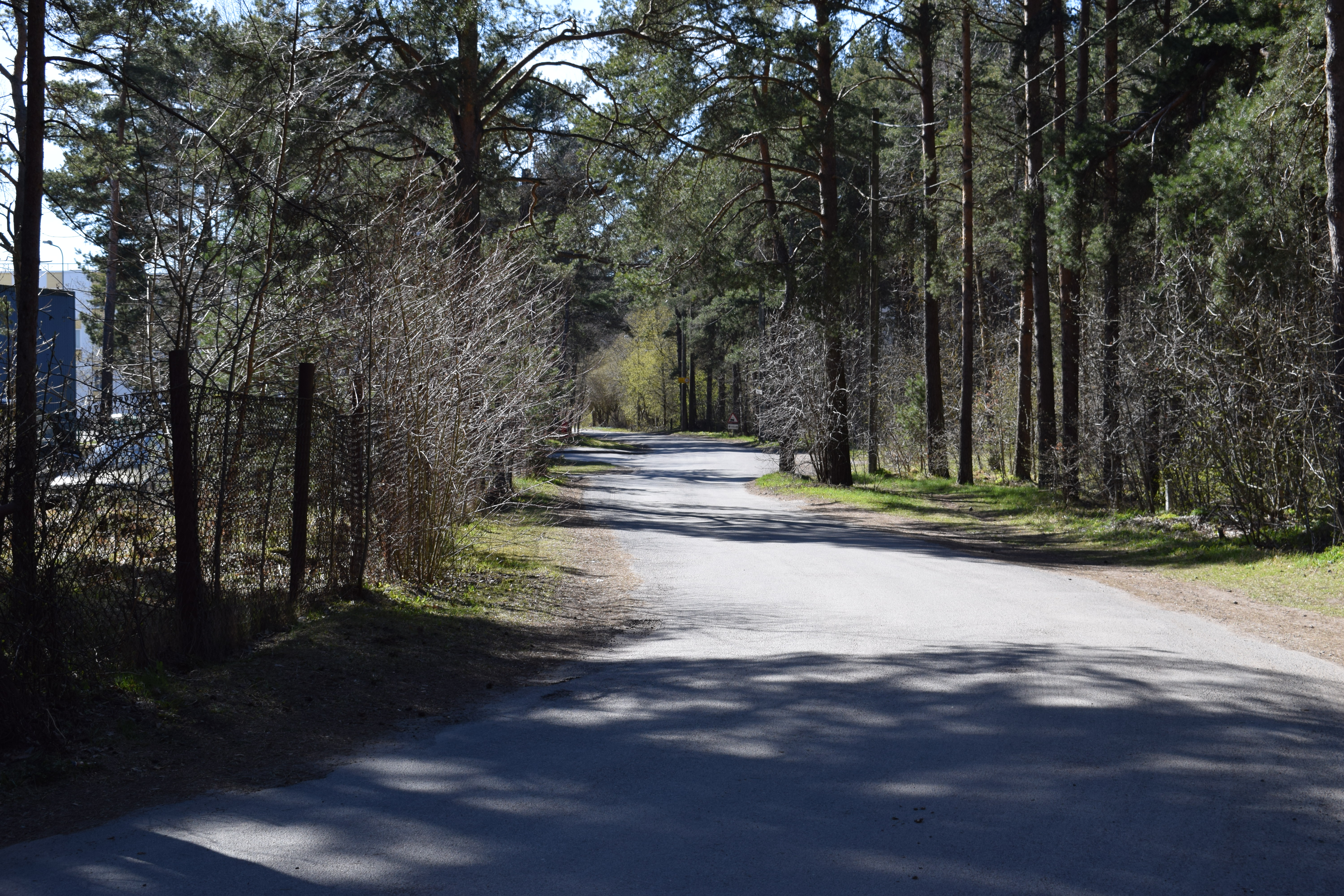
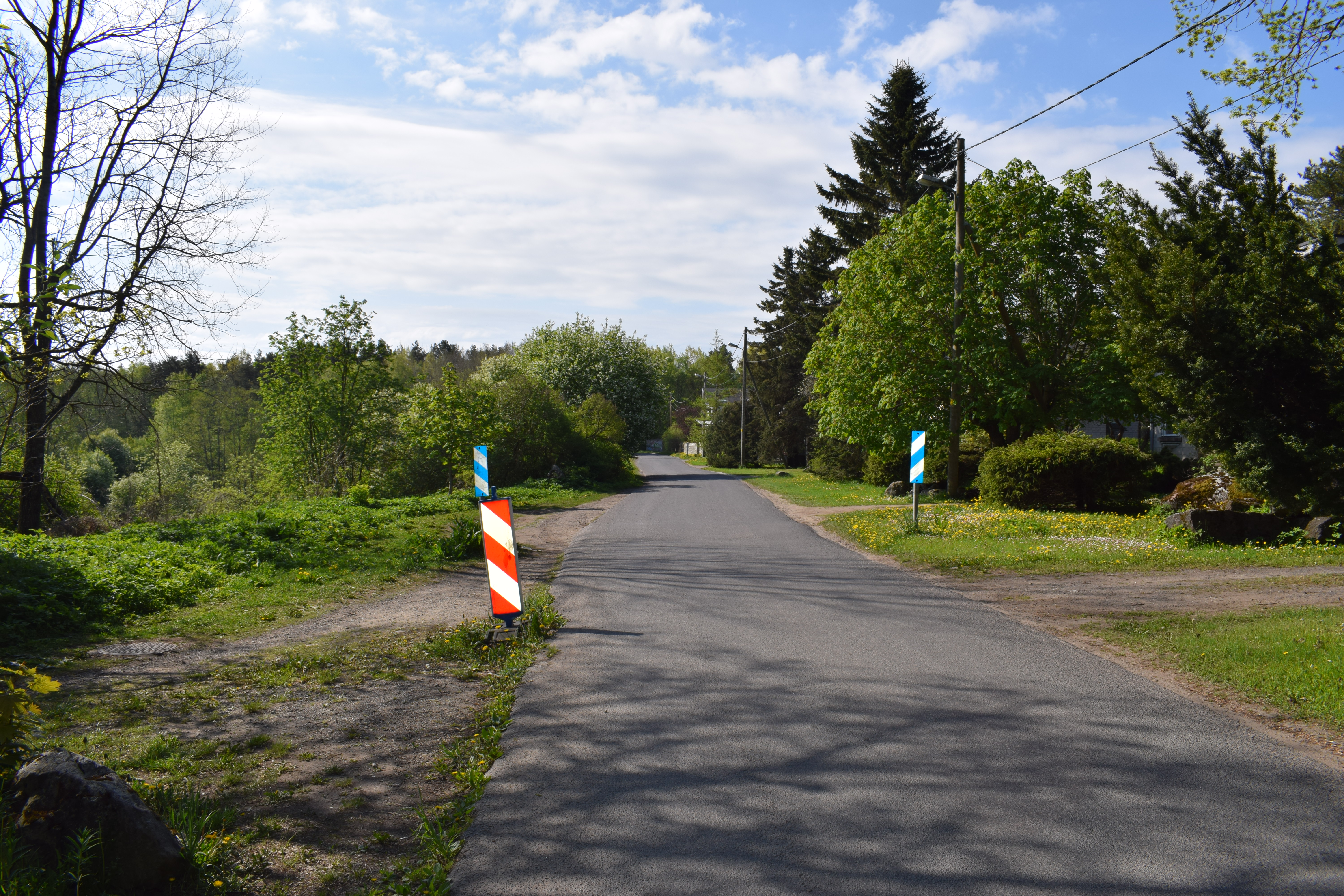
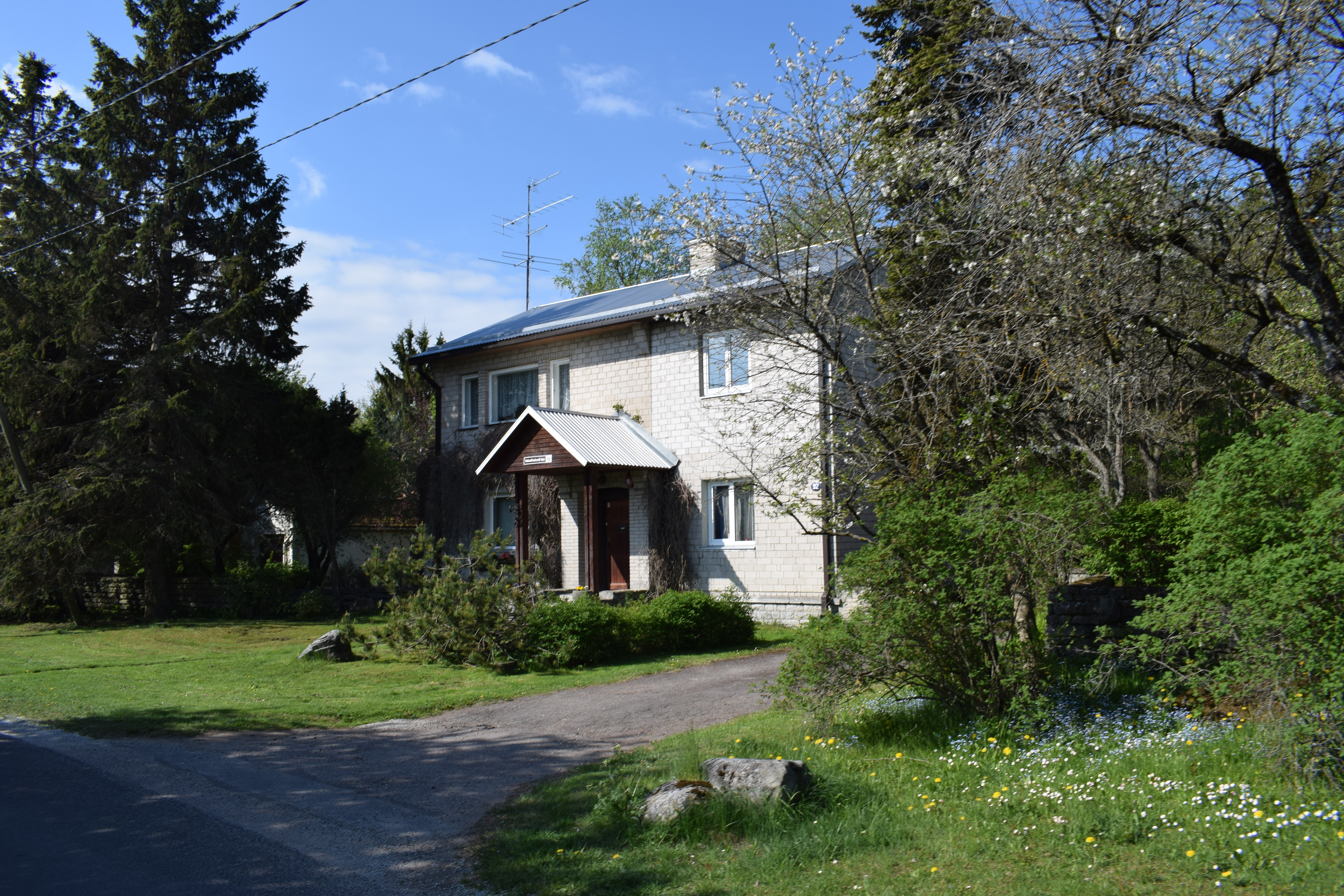
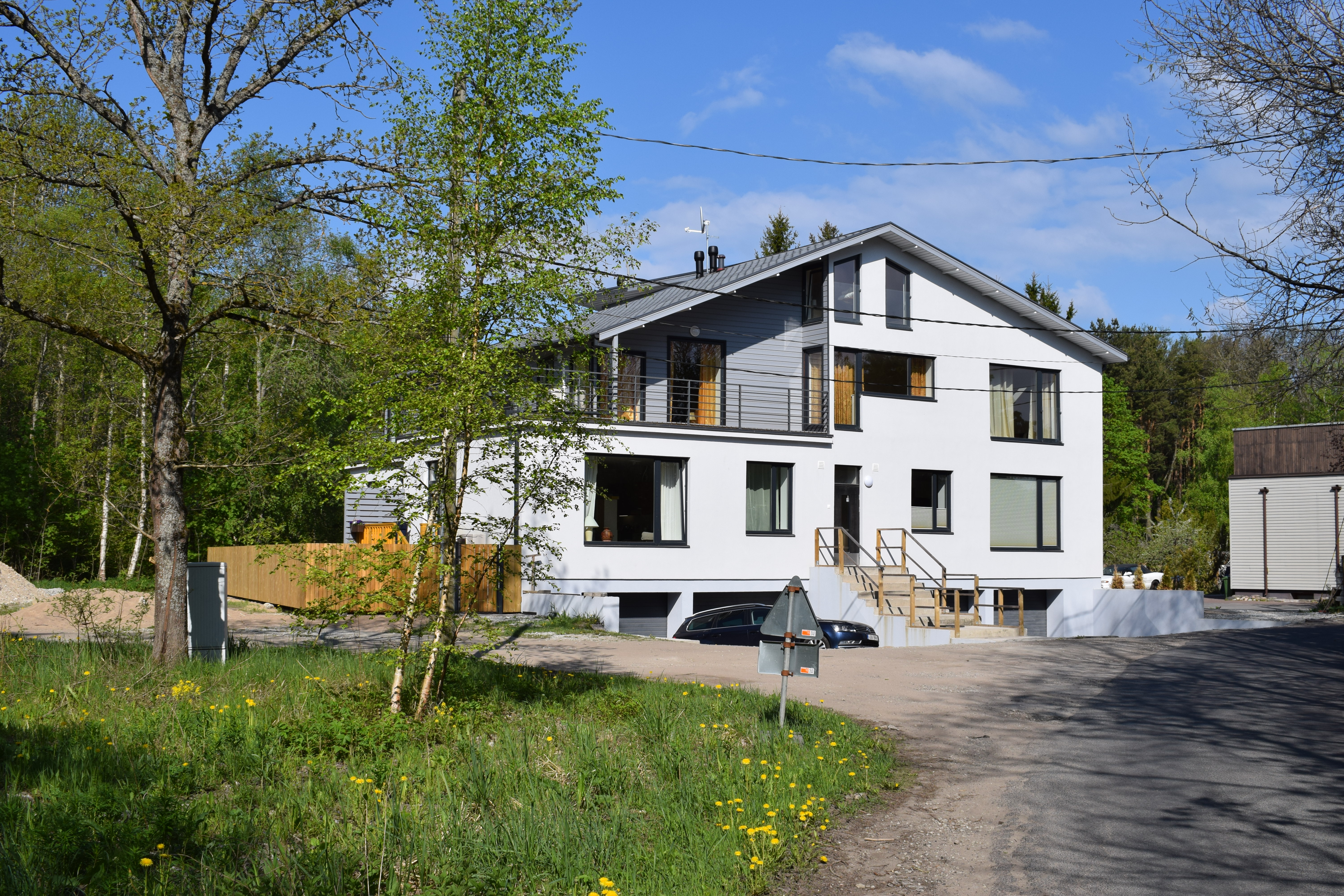
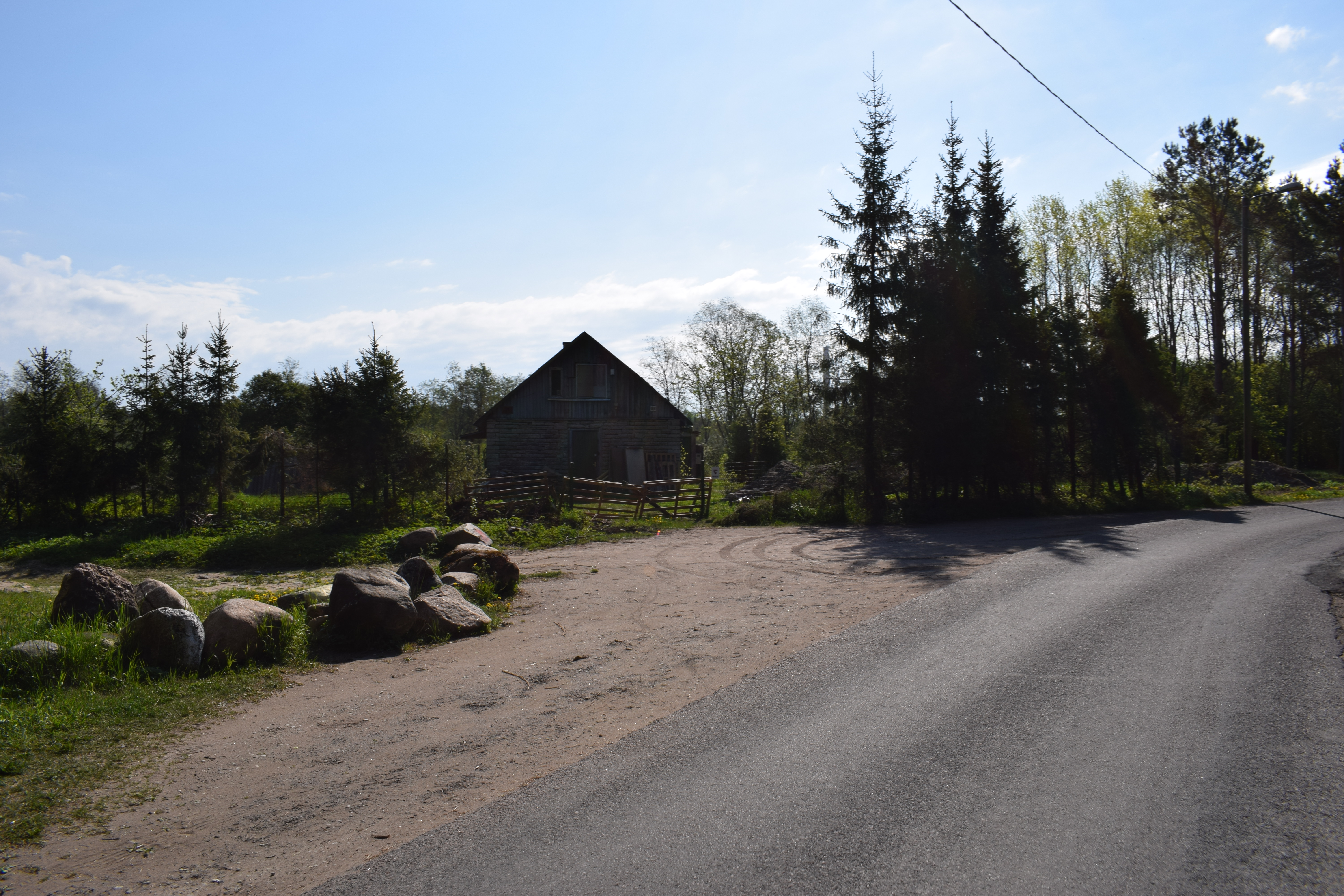
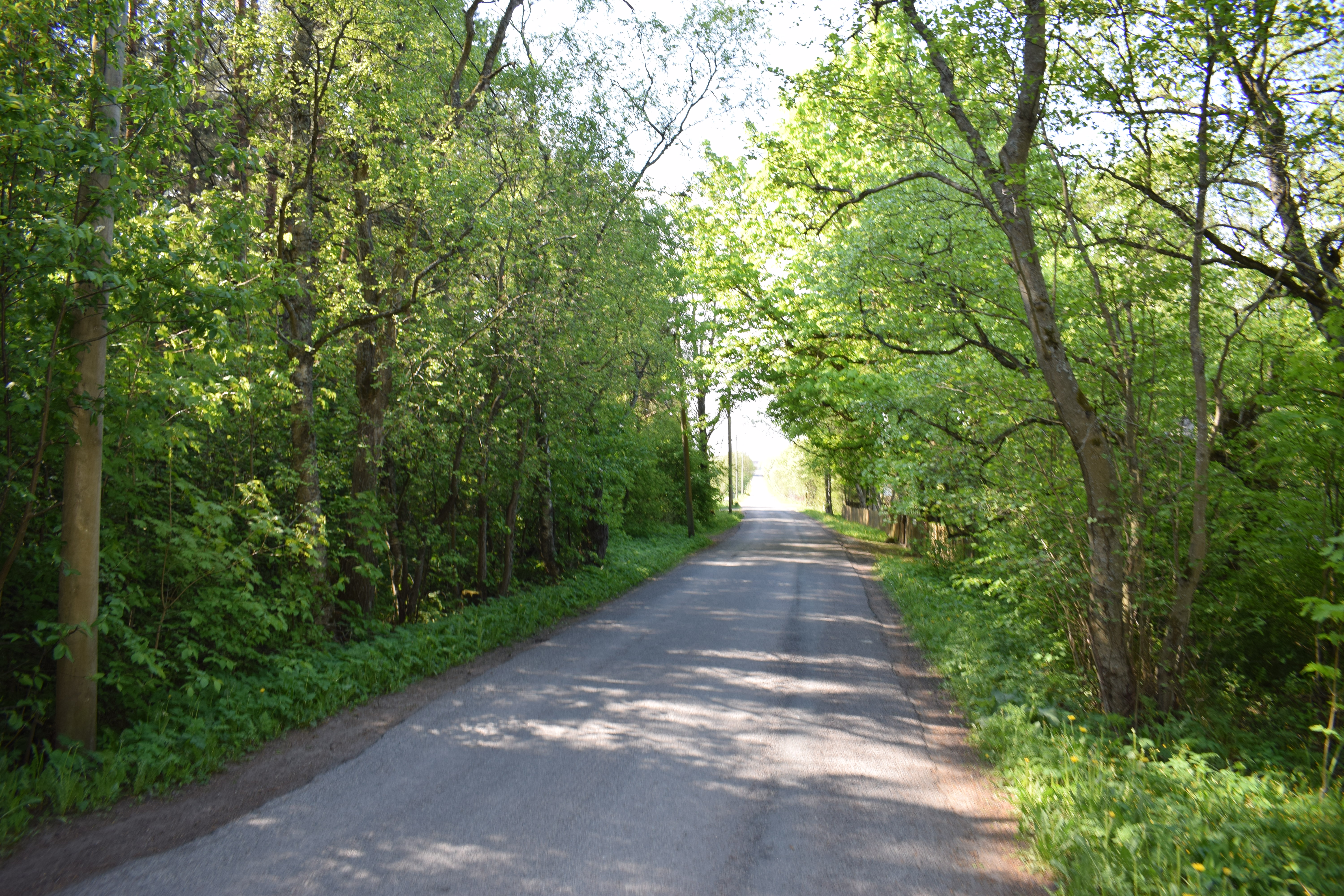
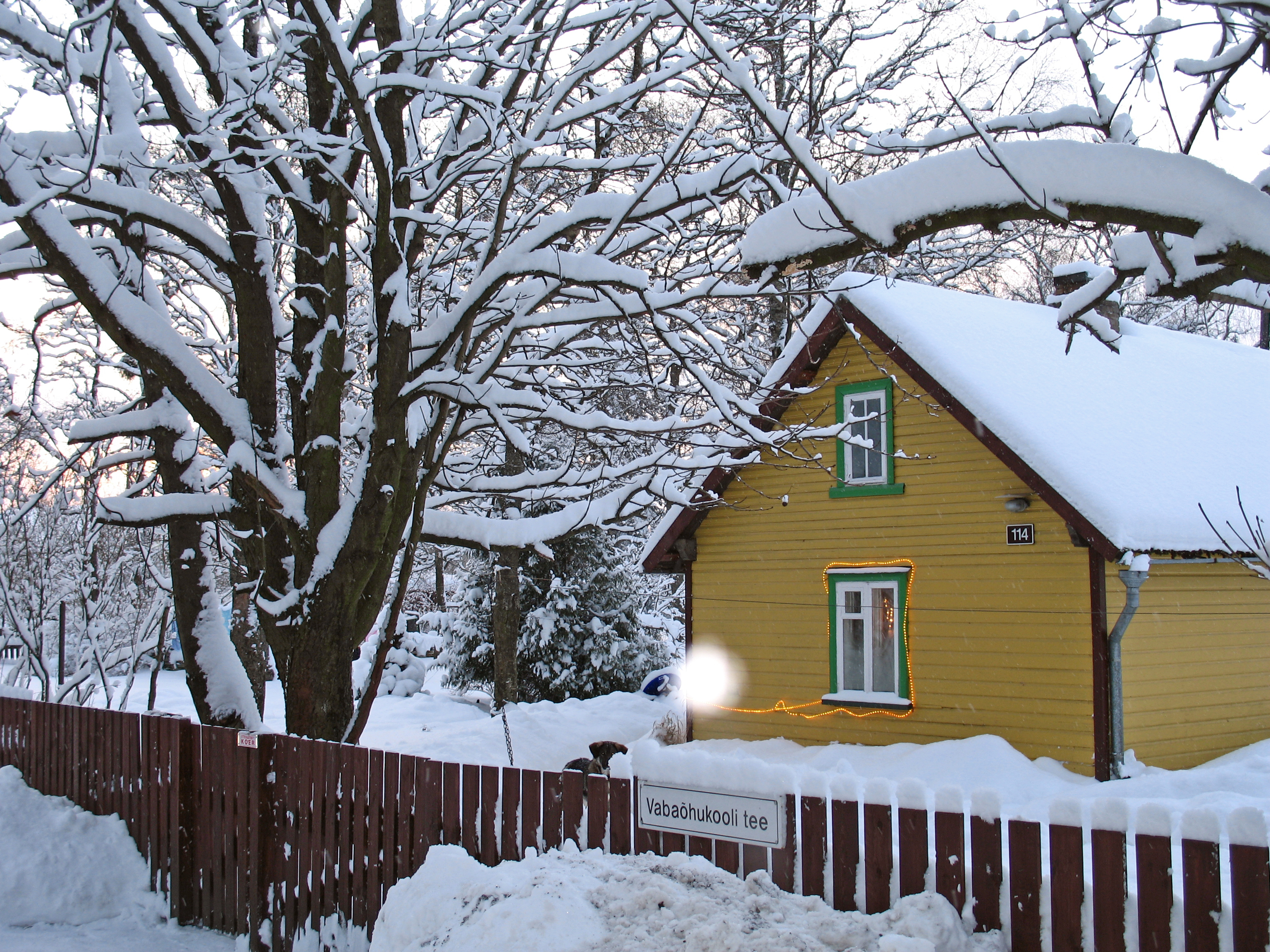
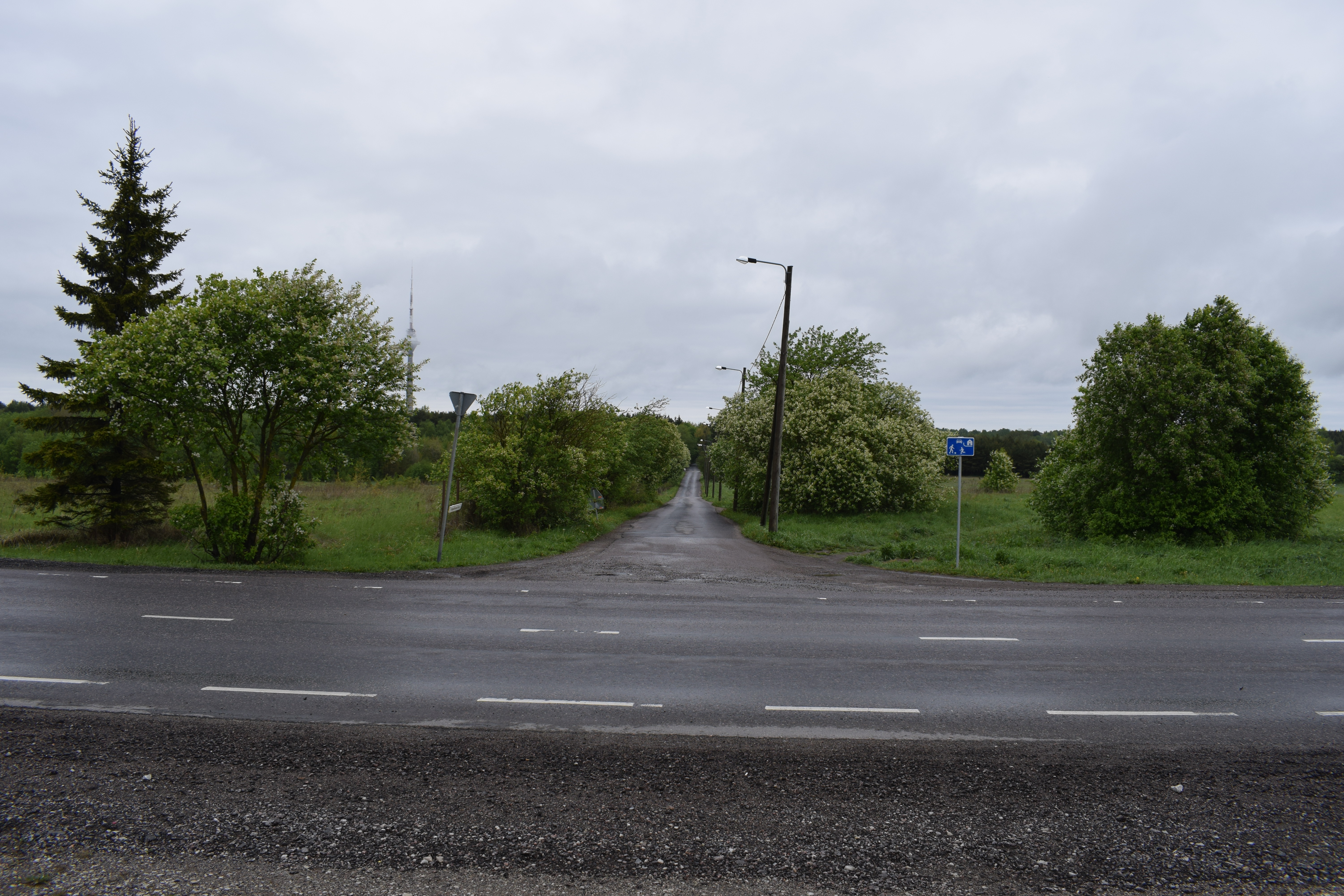